# Австрійська кухня
Австрійська кухня (нім. Österreichische Küche) — дуже традиційна кухня, яка сильно відрізняється в різних землях країни. У національній кухні відчувається італійський та німецький впливи, дуже багато спільних рис із кухнею Угорщини, Чехії, Словенії і навіть Туреччини.

## Типові страви

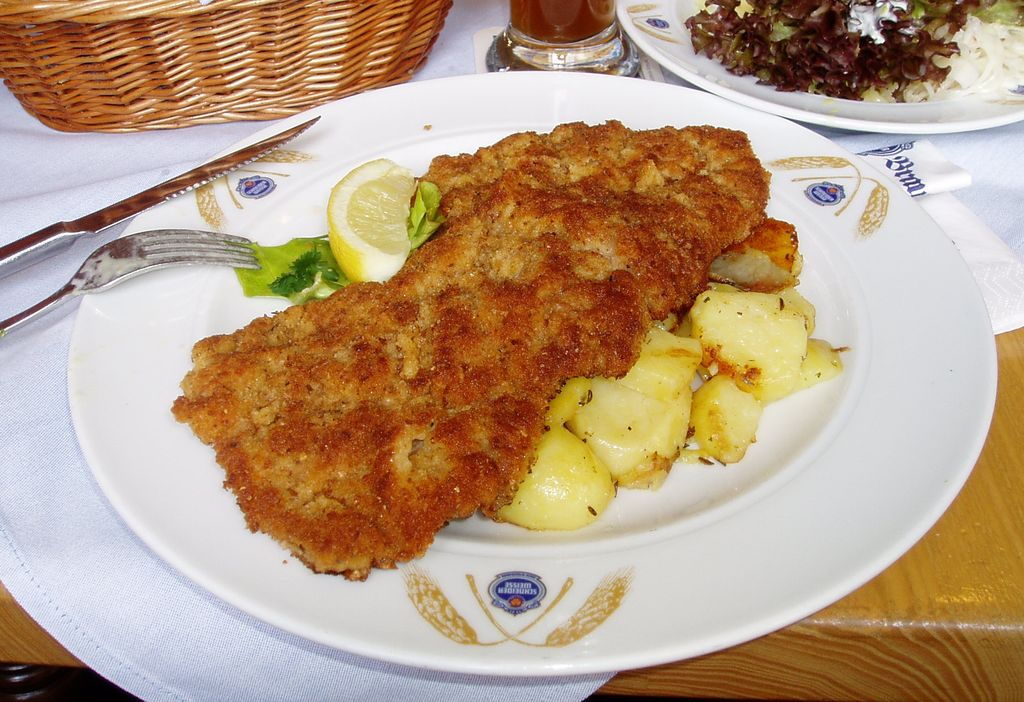
Віденський шніцель зі смаженою картоплею

Головна австрійська м'ясна страва — відомий віденський шніцель — засмажений у сухарях великий шматок м'якої телятини, неодмінно покриває край тарілки, подається з овочевими салатами. Ще один символ віденської кухні — смажена курка «бакхендль», а також кайзерівський омлет (скоріше навіть легкий пиріг із збитих яєць) «кайзершмарн», відварена яловичина з хріном та яблуком «тафельшпіц», філе форелі, локшина з сиром «кезнокен» та сирний суп, короп по-сербськи, в'ялена шинка, аналог італійської «пасти» — «нокерль» і ніжна гусяча печінка. Безліч страв готується з квашеної капусти, наприклад галушки з кислою капустою «краутспацен», печеня «хоарнейстнидей» і багато гарнірів. В Австрії також печуть дуже смачний хліб, який, на відміну від інших країн Європи, обов'язково присутній на столі.

## Солодощі

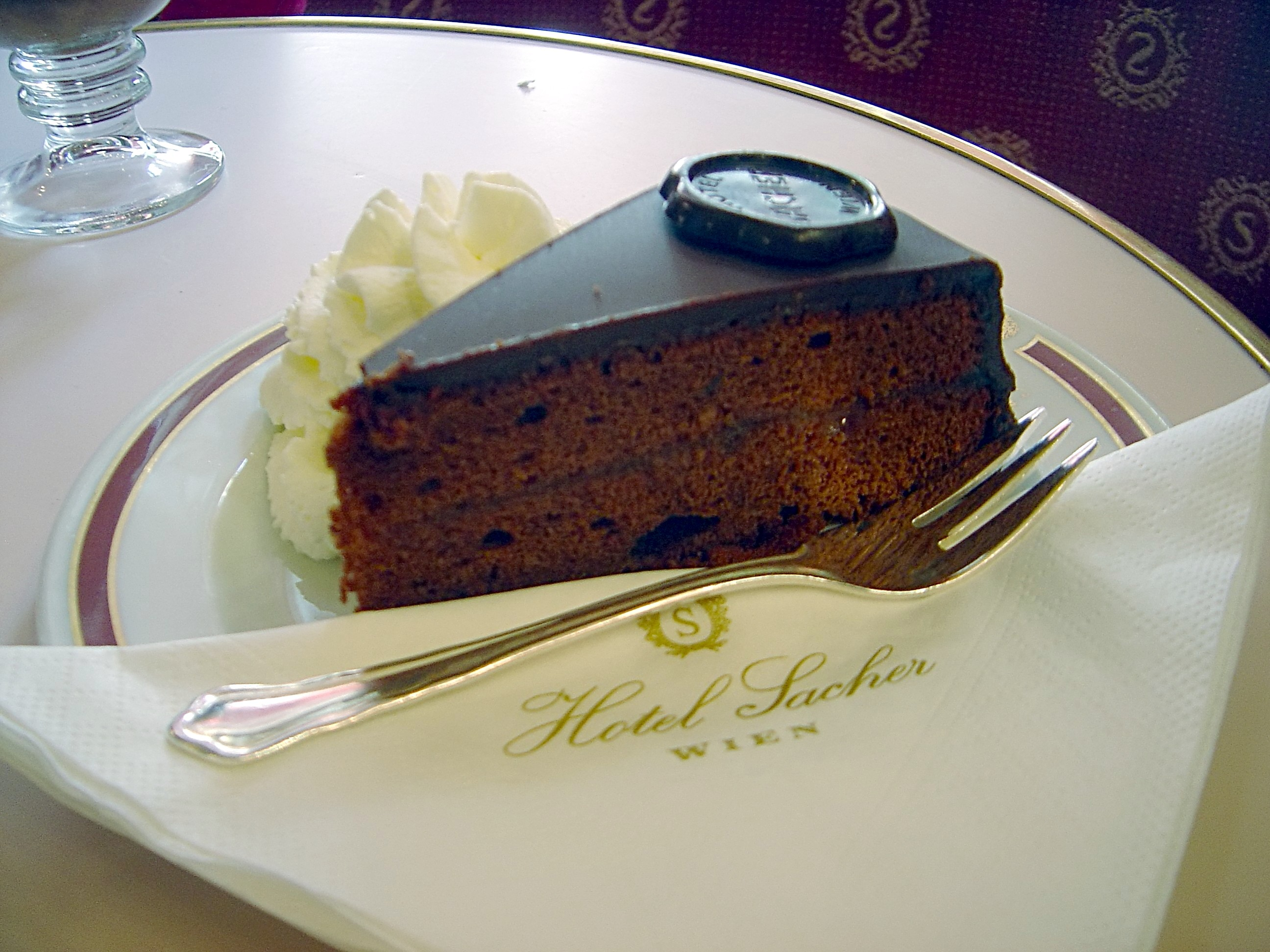
Торт Захер

За кількістю солодких страв віденській кухні немає рівних у світі. Крім традиційного яблучного пирога апфельштрудель (струдель із яблуками), на весь світ відомі шоколадний торт «захер», ромовий пиріг «ґуґельгупф», солодке суфле «зальцбургер нокерльн», запечений у яйці білий хліб з повидлом і цукром «арме ріттер», абрикосові галушки «маріленкнедль», віденські млинчики (палачинкен), торти та тістечка.

## Регіональні відміни
Тірольська кухня характерна великим різноманіттям страв і поживністю. До найпопулярніших належать передусім відомий віденський шніцель, суп зі шпиком, запіканка з картоплі, борошна, м'яса і шпику «грестль», бульйон із фрикадельками з печінки леберкнедль, різноманітні свіжі салати, смажене м'ясо, а також безліч італійських страв.
Штирія вирізняється великою кількістю страв із тушкованого м'яса з різними спеціями і коренями, а також неодмінною наявністю на столі місцевого вина.
У Каринтії та Зальцбурзі велика кількість страв слов'янського походження — вареники з сиром, галушки, локшина з шинкою «шинкенфлекерль», млинці «штраубен», налисники «палачинкен» із солодкими начинками, смажена річкова форель і безліч борошняних страв.

## Напої

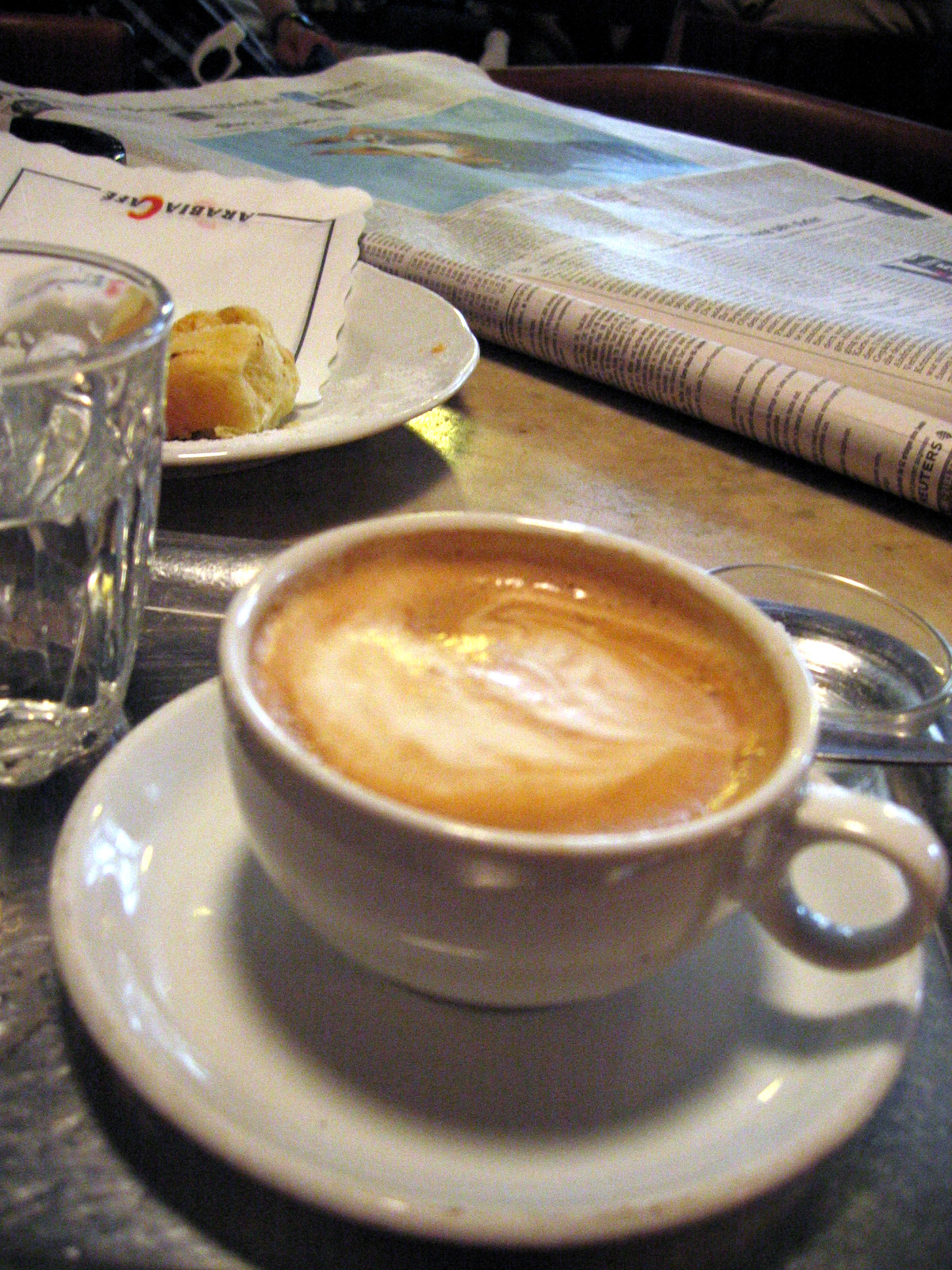
Кава меланж по-віденськи

На особливу увагу заслуговують віденські кав'ярні, які є батьківщиною європейської культури куштування кави; кава є «візитною карткою» країни, у якій пропонують зазвичай не менше 30-50 сортів кави — кава з вершками «меланж», еспресо з вершками «браунер», «капучино», холодна чорна кава з ромом або коньяком, міцний еспресо «курце» або більш слабкий «ферленгертер», подвійний «мокко» з великою кількістю збитих вершків «айншпеннер» і незліченна кількість інших видів кави.
В Австрії виробляють безліч сортів гарного пива. Самі австрійці воліють споживати легке молоде вино гойріґер, також виробляються такі чудові сорти, як рислінг Грюнер Вельтлінер та Мюллер-Тургау з долини Вахау, червоне вино «Шильхер» або білі вина «Мускателлер» і «Моррілан» із Західної Штирії, а також сухі вина з Бургенланду.